# 阿明·德朗
阿明·德朗（捷克語：Armin Delong，1925年1月29日—2017年10月5日），捷克物理学家，是捷克斯洛伐克电子显微镜的創始人。